# 신중청
신중청(神衆請)은 상단 삼보를 지키는 불교의 호법신(화엄성중)에게 공양을 권하는 의식이다. 이를 권공의식이라고 한다. 불보살단(佛菩薩壇)의 권공의식인 상단권공이 끝나면, 중단에 올리는 권공이라고 하여 중단권공(中壇勸供)이라고도 한다. 또한 신중퇴공이라고 부르기도 한다.
신중청과 중단권공은 엄밀히 따지면 완전히 똑같지는 않다. 신중청은 화엄성중에게 곧바로 공양을 올리는 단독 의식의 성격이라면, 중단권공은 상단권공 후에 이루어지는 만큼, 신중청에서 유치나 청사 등을 생략하고 간단하게 삼정례를 하고 축원을 하는 형태를 가진다.
사찰에서 매일 하는 의식은 아니고, 매월 음력 초하루~초삼일(1일~3일)까지만 행하는 의식이다.
예불의식 경전의 하나로 이러한 경전으로는 예불문, 이산혜연선사 발원문, 반야심경, 천수경, 정근, 금강경, 상단권공, 중단권공(신중청), 화엄경 약찬게 등이 있다.

## 신중청(神衆請)
신중청의 전문은 다음과 같다. 종파나 사찰에 따라 내용, 순서 또는 발음 등 여러가지가 달라지기도 한다.
거불

나무 금강회상 불보살

나무 도리회상 성현중

나무 옹호회상 영기등중
보소청진언

『나무 보보제리 가리다리 다타 아다야』(3번)
『향화청』(3번)
가영

옹호성중만허공 도재호광일도중

신수불어상옹호 봉행경전영류통

고아일심 귀명정례
헌좌진언

아금경설보엄좌 봉헌화엄신중전

원멸진로망상심 속원해탈보리과

『옴 가마라 승아 사바하』(3번)
정법계진언

『옴 남』(7번, 21번)
공양게

이차청정향운공 봉헌화엄성중전 감찰재자건간심

원수애납수 원수애납수 원수자비애납수

지심정례공양 진법계 허공계 화엄회상 상계욕색 제천중

지심정례공양 진법계 허공계 화엄회상 중계팔부 사왕중

지심정례공양 진법계 허공계 화엄회상 하계당처 일체호법선신 영기등중

유원 신중자비 옹호도량 실개수공발보리 시작불사도중생
상래가지이흘 공양장진 이차향수

특신공양 향공양 연향공양 등공양

연등공양 다공양 선다공양 과공양
 
선과공양 미공양 향미공양

유원신장 애강도량 불사자비 수차공양
보공양진언

『옴 아아나 삼바바 바아라 훔』(3회)
금강심진언

『옴 오륜이 사바하』(3회)
예적대원만다라니

계수예적금강부 석가화현금강신

삼두노목아여검 팔비개집항마구

독사영락요신비 삼매화륜자수신

천마외도급망량 문설신주개포주

원승가지대위력 속성불사무상도

『옴 빌실구리 마하바라 한내 믹집믹 혜마니 미길미 마나세

옴 자가나 오심모구리 훔훔훔 박박박박박 사바하』(3회)
항마진언

아이금강 삼등방편 신승금강 반월풍륜
 
단상구방 남자광명 소여무명 소적지신

역칙천상 공중지하 소유일체 작제장난

불선심자 개래호궤 청아소설 가지법음
 
사제포악 패역지심 어불법중 함기신심

옹호도량 역호시주 강복소재

『옴 소마니 소마니 훔 하리한나 하리한나 훔 하리한나 바나야

훔 아나야 혹 바아밤 바아라 훔 바탁』(3회)
제석천왕제구예진언

『아지부 데리나 아지부 데리나 미아데리나 오소제리나

아부다 데리나 구소데리나 사바하』(3회)
십대명왕본존진언

『옴 호로호로 디따디따 반다반다 하나하나 아미리제 옴 박』(3회)
소청팔부진언

『옴 살바디바나 가아나리 사바하』(3회)
소청삼계제청진언

『옴 사만다 아가리 바리보라리 다가다가 훔 바탁』(3회)
불설 소재 길상 다라니

『나무 사만다 못다남 아바라지 하다사 사나남 다냐타

옴 카카 카혜카혜 훔훔 아바라 아바라 바라아바라 바라아바라

지따지따 지리지리 빠다빠다 선지가 시리예 사바하』(3회)
화엄경 약찬게

나무화장세계해 비로자나진법신

현재설법노사나 석가모니제여래
과거현재미래세 시방일체제대성

근본화엄전법륜 해인삼매세력고
보현보살제대중 집금강신신중신

족행신중도량신 주성신중주지신
주산신중주림신 주약신중주가신

주하신중주해신 주수신중주화신
주풍신중주공신 주방신중주야신

주주신중아수라 가루라왕긴나라
마후라가야차왕 제대용왕구반다

건달바왕월천자 일천자중도리천
야마천왕도솔천 화락천왕타화천

대범천왕광음천 변정천왕광과천
대자재왕불가설 보현문수대보살

법혜공덕금강당 금강장급금강혜
광염당급수미당 대덕성문사리자

급여비구해각등 우바새장우바이
선재동자동남녀 기수무량불가설

선재동자선지식 문수사리최제일
덕운해운선주승 미가해탈여해당

휴사비목구사선 승열바라자행녀
선견자재주동자 구족우바명지사

법보계장여보안 무염족왕대광왕
부동우바변행외 우바라화장자인

바시라선무상승 사자빈신바수밀
비실지라거사인 관자재존여정취

대천안주주지신 바산바연주야신
보덕정광주야신 희목관찰중생신

보구중생묘덕신 적정음해주야신
수호일체주야신 개부수화주야신

대원정진력구호 묘덕원만구바녀
마야부인천주광 변우동자중예각

현승견고해탈장 묘월장자무승군
최적정바라문자 덕생동자유덕녀

미륵보살문수등 보현보살미진중
어차법회운집래 상수비로자나불

어련화장세계해 조화장엄대법륜
시방허공제세계 역부여시상설법

육육육사급여삼 일십일일역부일
세주묘엄여래상 보현삼매세계성

화장세계노사나 여래명호사성제
광명각품문명품 정행현수수미정

수미정상게찬품 보살십주범행품
발심공덕명법품 불승야마천궁품

야마천궁게찬품 십행품여무진장
불승도솔천궁품 도솔천궁게찬품

십회향급십지품 십정십통십인품
아승지품여수량 보살주처불부사

여래십신상해품 여래수호공덕품
보현행급여래출 이세간품입법계

시위십만게송경 삼십구품원만교
풍송차경신수지 초발심시변정각

안좌여시국토해 시명비로자나불
보회향진언

『옴 삼마라 삼마라 미만나 사라마하 자거라 바 훔』(3회)
원성취진언

『옴 아모카 살바다라 사다야 시베 훔』(3회)
보궐진언

『옴 호로호로 사야모케 사바하』(3회)
화엄성중정근
나무금강회상

『화엄성중』(반복)

화엄성중혜감명 사주인사일념지

애민중생여적자 시고아금공경례

고아일심 귀명정례
중단축원

앙고 절이삼주호법 위태천존 동진보안대보살

첨수연민지지정 각방 신통지묘력

시이 사바사계 남섬부주 해동 대한민국 (주소) OO사 OO사 청정수월도량

원아금차 지극정성 헌공발원재자

해동 대한민국 모처거주 모인 각각등 보체

앙몽화엄성중 가호지묘력 신무일체병고 재악장난 영위소멸

각기 사대강건 육근청정 악인원리 귀인상봉 자손창성

부귀영화 만사일일 여의원만 성취지발원

(재고축) 원아금차 지극지정성 발원재자 각각등 보체

각기 동서사방 출입제처 상봉길경 불봉재해

관재구설 삼재팔난 사백사병 일시소멸

재수대통 부귀영화 만사여의원만 형통지대원

연후원 처세간여허공 여련화불착수

심청정초어피 계수례무상존 구호길상

마하반야바라밀
마하반야바라밀다심경(한글로 하는 경우도 있음)

관자재보살 행심반야바라밀다시 조견오온개공 도일체고액

사리자 색불이공 공불이색 색즉시공 공즉시색 수상행식 역부여시

사리자 시제법공상 불생불멸 불구부정 부증불감 시고 공중무색

무수상행식 무안이비설신의 무색성향미촉법 무안계 내지 무의식계

무무명 역무무명진 내지 무노사 역무노사진 무고집멸도 무지 역무득

이무소득고 보리살타 의반야바라밀다

고심무가애 무가애고 무유공포 원리전도몽상

구경열반 삼세제불의반야바라밀다

고득아뇩다라삼먁삼보리 고지반야바라밀다

시대명주 시대신주 시무상주 시무등등주 능지일체고 진실불허

고설반야바라밀다주 즉설주왈

『아제아제 바라아제 바라승아제 모지 사바하』(3회)